# The Secret Machines
The Secret Machines est un duo de rock indépendant, psychédélique et progressif, originaire de Dallas. Il est originellement constitué de deux frères, Brandon et Benjamin Curtis et de Josh Garza. En mars 2007, Benjamin a quitté le groupe.

## Discographie

### Albums
- Now Here Is Nowhere (18 mai 2004) Reprise
- Ten Silver Drops (25 avril 2006) Reprise
- Secret Machines (14 octobre 2008)
- Awake in the Brain Chamber (2020)
- The Moth, The Lizard and The Secret Machines (2023)

### EP
- September 000 (2002)
- The Road Leads Where It's Led (2005)
- Live At Austin City Limits Music Festival 2006 (iTunes Exclusive EP) (2006)
- Morning Becomes Eclectic (Live At KCRW) (2006)

### Singles
- What Used To Be French (Revisit) (vinyle 7" uniquement) (2003)
- Nowhere Again (2004)
- Sad And Lonely (2004)
- The Road Leads Where It's Led (2005)
- Alone, Jealous & Stoned (Vinyle 12" uniquement) (2006)
- Lightning Blue Eyes (2006)
- All At Once (It's Not Important) (2006)

### DVD
- Marfa Mystery Lights – The Secret Machines – A Concert for the UFO's (A performance conceived and filmed by Charles de Meaux) (2007, version anglaise sous-titrée en français), Les presses du réel